# Cowboy

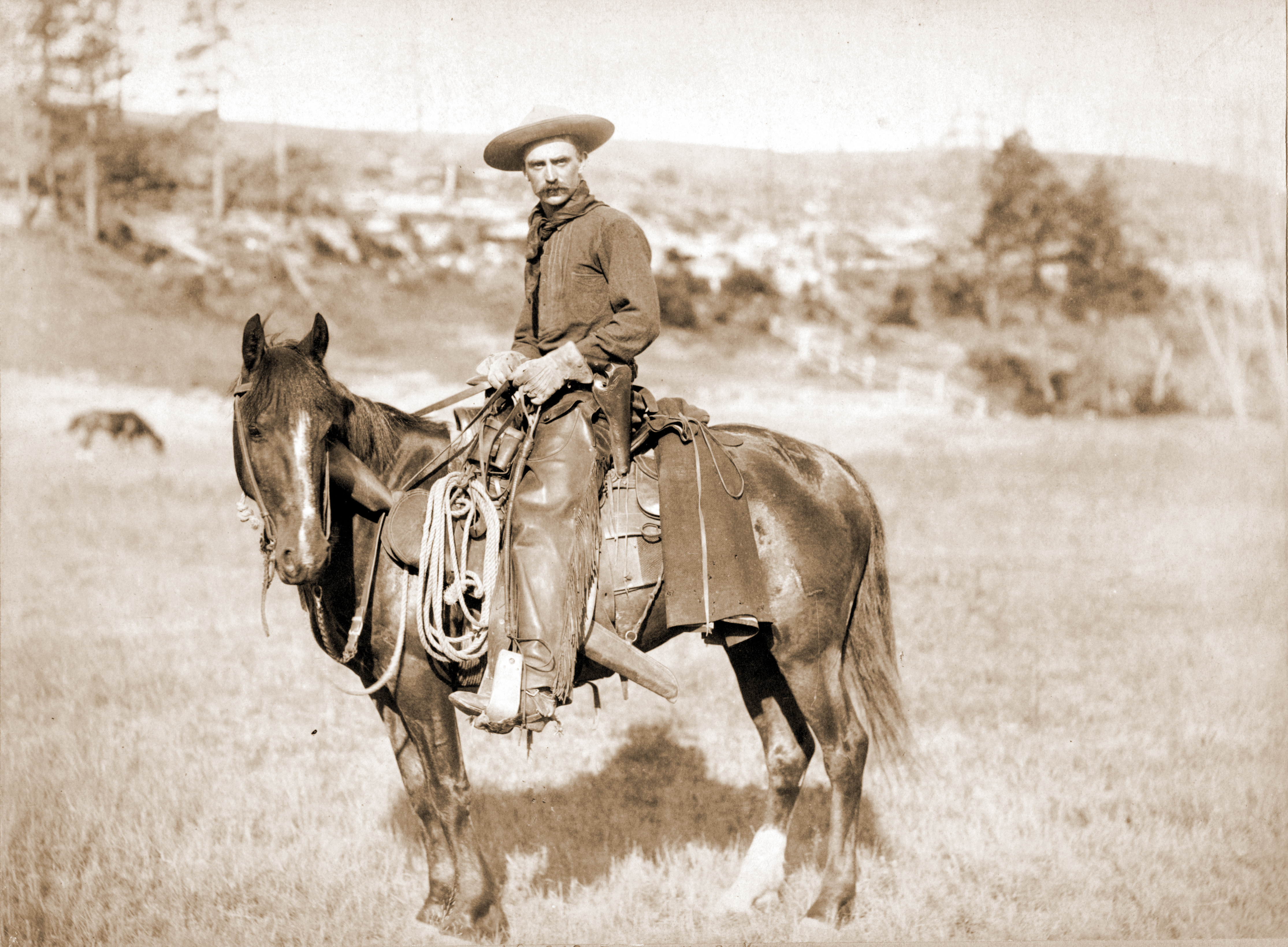
Cowboy em 1887

Cowboy (e as formas aportuguesadas caubói e cobói) é o pastor de animais que cuida do gado em fazendas na América do Norte, tradicionalmente a cavalo, e frequentemente executa uma infinidade de outras tarefas relacionadas à fazenda. O histórico cowboy estadunidense do final do século XIX surgiu das tradições do vaquero do norte do México e se tornou uma figura de especial significado e lenda naquele país. Nos Estados Unidos e Canadá o termo é utilizado exclusivamente para os habitantes locais que fazem estas atividades, com norte-americanos preferindo usar termos estrangeiros em relação a sua cultura para se referir aos homólogos de outras nações, como o huaso chileno, o vaquero mexicano,  o buttero italiano, o gaúcho dos Pampas sul-americanos, etc.
No Brasil os termos utilizados para o encarregado de conduzir a boiada é boiadeiro, peão ou vaqueiro, mas também se consolidou a utilização do termo "cowboy" devido a influência cultural estadunidense a partir da  indústria cinematográfica daquele país. 

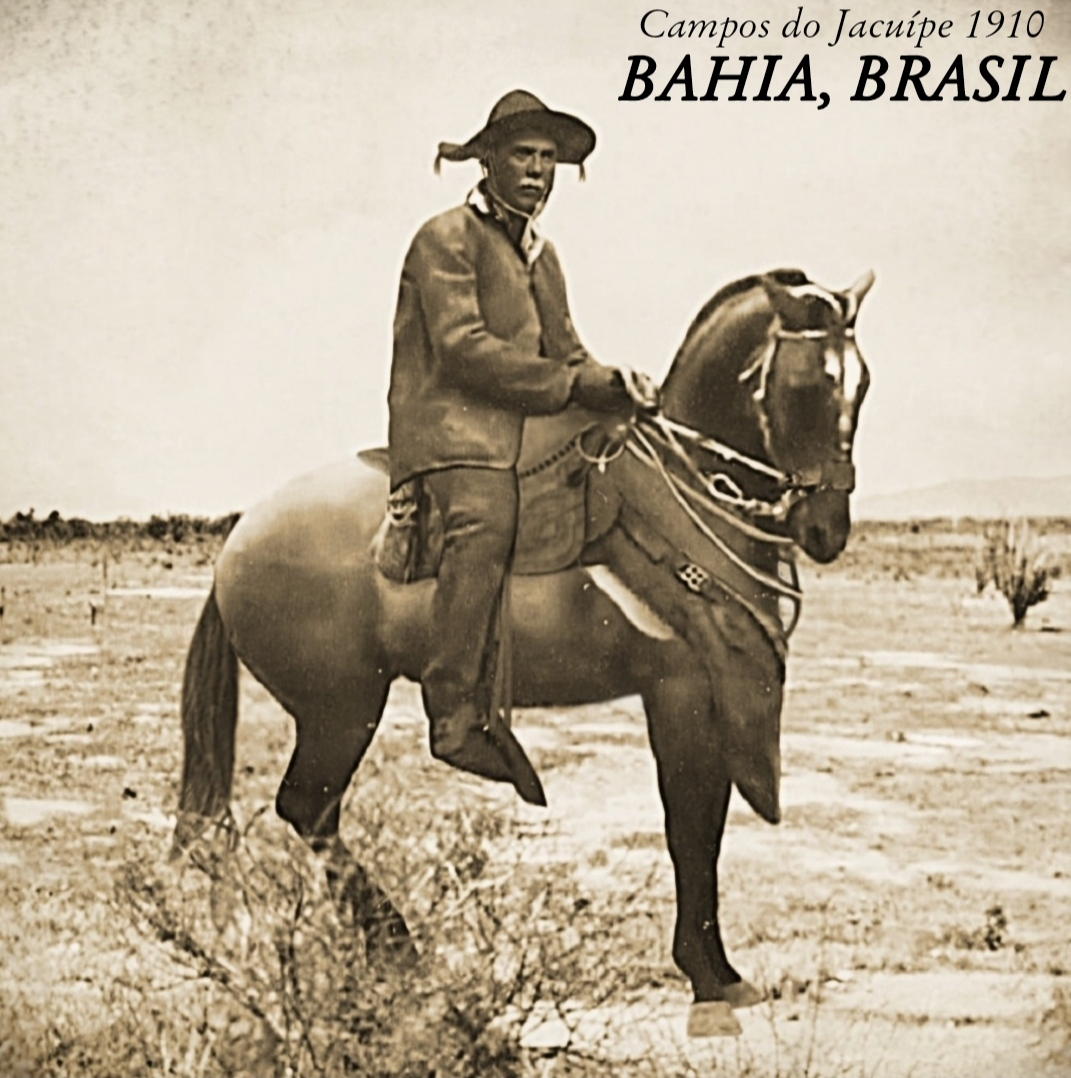
Vaqueiro Brasileiro, sinónimo de Cowboy.

Em Portugal o termo oficial para designar cowboy é vaqueiro ou campino (respectivamente o homem encarregado de tratar de vacas mansas e das vacas bravas), embora também se use o termo "cowboy", mas com o sentido de se referir a um homem que galopa a cavalo combatendo os índios. A expressão ganhou um sentido mais geral devido ao género cinematográfico e literário sobre o Velho Oeste (western) passando a referir-se às personagens desse tipo de obra artística.
A figura do cowboy surgiu na segunda metade do século XIX com o surgimento das rotas de gado do Texas e Chihuahua para o norte dos Estados Unidos após a guerra civil americana, quando o transporte dos animais por terra exigia jinetes de grande destreza e resistência. 
Seu estilo de vida e trabalho foi herdado dos mexicanos que viviam no atual território texano e de sua criação de gado introduzida pelos espanhóis desde o século XVI. Foi idealizado como o protagonista de inúmeras histórias românticas que se incluem no gênero cinematográfico ocidental. Também é chamado em inglês buckaroo por deformação da palavra «vaquero» em espanhol.
Adaptaram-se ao clima do Texas e adotaram um traje típico em meados do século XIX:
- Botas altas de couro
- Calças largas em baixo, por vezes enfeitadas
- Camisa
- Colete
- e o famoso chapéu "borsalino" que na altura se chamava "cowhat"